# Montse Riera
Montse Riera (Centelles, Osona, 1964) és fotògrafa catalana especialitzada en reportatge cultural i periodístic. Del 1983 al 1988 estudia a l'Institut d'Estudis Fotogràfics de Catalunya, una formació que amplia amb: Taller de Fotografia a Tarassona, Curs de Vídeo a l'Escola Superior d'Imatge i Disseny de Barcelona, Taller de Fotografia amb Cristina Garcia Rodero i Curs de Photoshop a Fons Formació. El 1994 enceta la carrera professional coma fotògrafa de premsa a Tarragona, fins al 2011. paral·lelament treballa per a El Periòdico de Catalunya (2004-2010). Com a fotògrafa d'esdeveniments culturals, treball per a l'Ajuntament de Tarragona des del 2004 i per a ala Generalitat de Catalunya des del 2008.
Dins de la seva producció, destaquem en particular la temàtica de les festes populars. Dins d'aquestes, les de Santa Tecla ocupen una part molt important de la seva producció, com el correfoc i traca i la baixada del seguici popular. Cal destacar també les sèries fotogràfiques sobre els espectacles musicals, com el Festival Dixieland o Tarraco Viva. Riera és una enamorada de les ciutats i dels seus espais. Cal tenir en compte les sèries fotogràfiques dedicades a indrets com Dublín, Berlín però la ciutat per excel·lència en la seva producció artística és Tarragona.